# Адабай
Адаба́й (рос. Адабай, чув. Атапай) — присілок у Чувашії Російської Федерації, у складі Орінінського сільського поселення Моргауського району.
Населення — 218 осіб (2010; 246 в 2002, 214 в 1979; 120 в 1939, 140 в 1926, 126 в 1906, 126 в 1858).

## Історія
Утворився як околоток присілку Велика Арініна (Семенькаси). До 1866 року селяни мали статус державних, займались землеробством, тваринництвом. 1930 року створено колгосп «Люцерна». До 1920 року присілок перебував у складі Акрамовської волості Козьмодемьянського, до 1927 року — у складі Чебоксарського повіту. 1927 року присілок переданий до складу Татаркасинського, 1939 року — до складу Сундирського, 1944 року — до складу Моргауського, 1959 року — повернуто до складу Сундирського, 1962 року — до складу Чебоксарського, 1964 року — до складу Моргауського району.

## Господарство
У присілку діють школа, фельдшерсько-акушерський пункт, клуб, бібліотека, спортмайданчик, магазин.